# رادیو نشاط
رادیو نشاط یک رادیوی اینترنتی متعلق به شرکت نشاط مدیا است. این رادیو تنها رسانهٔ خبری ۲۴ساعتهٔ فارسی‌زبان در استرالیا است.

## تأسیس
رادیو نشاط در آوریل ۲۰۱۴ تأسیس شد و در سپتامبر ۲۰۱۴ در کمیسیون اوراق بهادار و سرمایه‌گذاری استرالیا به ثبت رسید.
رادیو نشاط پخش خود را از ۸ ژانویه ۲۰۱۵ آغاز کرد. هدف از پخش این رادیو «ایجاد فضایی شاد و دوستانه برای فارسی‌زبانان در استرالیا» اعلام شده‌است.

## شب جوایز رادیو نشاط
رادیو نشاط از سال ۲۰۲۴ اقدام به برگزاری مراسم سالانه‌ای با عنوان شب جوایز رادیو نشاط کرده است. این رویداد فرهنگی-اجتماعی یکی از برنامه‌های سالانهٔ جامعهٔ ایرانی در استرالیاست که با هدف معرفی و تجلیل از برترین چهره‌ها در بخش‌های مختلف همچون علم و فناوری، فرهنگ و ادبیات، ورزش، سینما، موسیقی، رسانه، کارآفرینی، و خدمات اجتماعی طراحی شده است. این مراسم با حضور شماری از نمایندگان مجلس و رهبران احزاب، شهرداران ، پلیس ایالتی و فدرال، آتش نشانی و سایر مسئولان عالی‌رتبه استرالیایی و چهره‌های موفق و ماندگار فارسی‌زبان مقیم این کشور برگزار می‌شود.

### دورهٔ اول (۲۰۲۴)
نخستین دورهٔ این رویداد در سال ۲۰۲۴ با حضور بیش از ۴۰۰ مهمان در شهر ملبورن برگزار شد. این مراسم با حضور فارسی‌زبانان ایالت‌های مختلف استرالیا و نیز مقامات دولتی، چهره‌های رسانه‌ای و فعالان فرهنگی برگزار شد و شامل بخش‌های هنری، معرفی نامزدها و اهدای تندیس به برترین‌ها بود.
جوایز به افراد ذیل اهدا شد:
علم و فناوری
- نسیم امیرعلیان – پژوهشگر حوزه علوم زیست‌محیطی
- حمید حسینی – کاشف فرمول درمان و رشد مجدد مو

فرهنگ و ادبیات
- عاقله قریشی – شاعر و نویسنده
- مهشید باب زرتابی – نویسنده نخستین کتاب آشپزی ایرانی به زبان انگلیسی در استرالیا

ورزش
- علیرضا فغانی، داور بین‌المللی فوتبال

سینما
- سلام سنگی – بازیگر تئاتر
- فائزه علوی – بازیگر سینما

موسیقی
- گلاره پور – خواننده، آهنگساز و نوازنده معاصر ایرانی

رسانه
- ناهید امامی – مجری و گزارشگر
- نیما شهرابی – خبرنگار ورزشی
- محمد ضیاء ضیاء – مدیر مسئول نشریه فارسی‌زبان «افق» در استرالیا

کارآفرینان برتر
- شرکت نشنال فلورز – با مدیریت سهند ظهوری، یوسف شاکر و ون لالماوی
- سونیا قانع – نخستین زن بانکدار ایرانی در استرالیا
- محمد سینائی – مدیر شرکت حمل‌ونقل دریایی، مؤسس خطوط کارآمد بین‌المللی

کارشناسان برتر
- سیروس احمدی – مشاور مهاجرت
- امین فرزدقی – مشاور مهاجرت
- رایان میرزائی – مشاور امور مالیاتی

### دورهٔ دوم (۲۰۲۶)
دومین دوره این مراسم درفوریه سال ۲۰۲۶ با حضور ۶۰۰ مهمان برگزار خواهد شد.